# Eleições presidenciais portuguesas de 2021 no distrito de Beja
| Eleições presidenciais portuguesas de 2021 Distritos: Aveiro \| Beja \| Braga \| Bragança \| Castelo Branco \| Coimbra \| Évora \| Faro \| Guarda \| Leiria \| Lisboa \| Portalegre \| Porto \| Santarém \| Setúbal \| Viana do Castelo \| Vila Real \| Viseu \| Açores \| Madeira \| Estrangeiro |

## Resultados por Concelho
Os resultados nos concelhos do Distrito de Beja foram os seguintes:

### Aljustrel
| Candidato               | Candidato               | Votos | %               |
| ----------------------- | ----------------------- | ----- | --------------- |
|                         | Marcelo Rebelo de Sousa | 1 543 | 46,17 / 100,00  |
|                         | João Ferreira           | 843   | 25,22 / 100,00  |
|                         | André Ventura           | 399   | 11,94 / 100,00  |
|                         | Ana Gomes               | 379   | 11,34 / 100,00  |
|                         | Marisa Matias           | 96    | 2,87 / 100,00   |
|                         | Vitorino Silva          | 60    | 1,80 / 100,00   |
|                         | Tiago Mayan Gonçalves   | 22    | 0,66 / 100,00   |
| Votos Inválidos         | Votos Inválidos         | 52    | 1,53 / 100,00   |
| Total                   | Total                   | 3 394 | 100,00 / 100,00 |
| Eleitorado/Participação | Eleitorado/Participação | 7 984 | 42,51 / 100,00  |

| Freguesia                  | %     | %     | %     | %     | %    | %    | %    | Votantes |
| Freguesia                  | MRS   | JF    | AV    | AG    | MM   | VS   | TMG  | Votantes |
| -------------------------- | ----- | ----- | ----- | ----- | ---- | ---- | ---- | -------- |
| Freguesia                  |       |       |       |       |      |      |      | Votantes |
| Aljustrel e Rio de Moinhos | 42,46 | 27,61 | 11,39 | 13,02 | 3,16 | 1,58 | 0,79 | 2 057    |
| Ervidel                    | 41,15 | 29,17 | 11,98 | 13,28 | 2,34 | 1,56 | 0,52 | 389      |
| Messejana                  | 56,48 | 19,31 | 9,80  | 5,48  | 3,46 | 4,61 | 0,86 | 355      |
| São João de Negrilhos      | 56,26 | 17,84 | 15,09 | 7,72  | 1,89 | 1,03 | 0,17 | 593      |
| Aljustrel                  | 46,17 | 25,22 | 11,94 | 11,34 | 2,87 | 1,80 | 0,66 | 3 394    |

### Almodôvar
| Candidato               | Candidato               | Votos | %               |
| ----------------------- | ----------------------- | ----- | --------------- |
|                         | Marcelo Rebelo de Sousa | 1 401 | 61,05 / 100,00  |
|                         | André Ventura           | 341   | 14,86 / 100,00  |
|                         | Ana Gomes               | 215   | 9,37 / 100,00   |
|                         | João Ferreira           | 139   | 6,06 / 100,00   |
|                         | Marisa Matias           | 104   | 4,53 / 100,00   |
|                         | Vitorino Silva          | 65    | 2,83 / 100,00   |
|                         | Tiago Mayan Gonçalves   | 30    | 1,31 / 100,00   |
| Votos Inválidos         | Votos Inválidos         | 61    | 2,59 / 100,00   |
| Total                   | Total                   | 2 356 | 100,00 / 100,00 |
| Eleitorado/Participação | Eleitorado/Participação | 6 185 | 38,09 / 100,00  |

| Freguesia                        | %     | %     | %     | %    | %    | %    | %    | Votantes |
| Freguesia                        | MRS   | AV    | AG    | JF   | MM   | VS   | TMG  | Votantes |
| -------------------------------- | ----- | ----- | ----- | ---- | ---- | ---- | ---- | -------- |
| Freguesia                        |       |       |       |      |      |      |      | Votantes |
| Aldeia dos Fernandes             | 64,95 | 7,22  | 11,34 | 7,22 | 5,15 | 2,58 | 1,55 | 199      |
| Almodôvar                        | 59,64 | 17,15 | 9,85  | 5,04 | 4,01 | 3,28 | 1,02 | 1 408    |
| Rosário                          | 52,13 | 18,09 | 7,98  | 9,57 | 7,98 | 1,06 | 3,19 | 194      |
| Santa Clara-a-Nova e Gomes Aires | 62,00 | 12,00 | 8,00  | 8,00 | 4,40 | 3,60 | 2,00 | 255      |
| Santa Cruz                       | 68,25 | 11,64 | 7,94  | 6,88 | 3,70 | 1,06 | 0,53 | 193      |
| São Barnabé                      | 73,08 | 5,77  | 7,69  | 4,81 | 5,77 | 1,92 | 0,96 | 107      |
| Almodôvar                        | 61,05 | 14,86 | 9,37  | 6,06 | 4,53 | 2,83 | 1,31 | 2 356    |

### Alvito
| Candidato               | Candidato               | Votos | %               |
| ----------------------- | ----------------------- | ----- | --------------- |
|                         | Marcelo Rebelo de Sousa | 473   | 53,69 / 100,00  |
|                         | André Ventura           | 159   | 18,05 / 100,00  |
|                         | João Ferreira           | 101   | 11,46 / 100,00  |
|                         | Ana Gomes               | 96    | 10,90 / 100,00  |
|                         | Marisa Matias           | 23    | 2,61 / 100,00   |
|                         | Tiago Mayan Gonçalves   | 15    | 1,70 / 100,00   |
|                         | Vitorino Silva          | 14    | 1,59 / 100,00   |
| Votos Inválidos         | Votos Inválidos         | 15    | 1,68 / 100,00   |
| Total                   | Total                   | 896   | 100,00 / 100,00 |
| Eleitorado/Participação | Eleitorado/Participação | 1 911 | 46,89 / 100,00  |

| Freguesia            | %     | %     | %     | %     | %    | %    | %    | Votantes |
| Freguesia            | MRS   | AV    | JF    | AG    | MM   | TMG  | VS   | Votantes |
| -------------------- | ----- | ----- | ----- | ----- | ---- | ---- | ---- | -------- |
| Freguesia            |       |       |       |       |      |      |      | Votantes |
| Alvito               | 52,50 | 20,36 | 10,38 | 10,98 | 2,40 | 1,80 | 1,60 | 509      |
| Vila Nova da Baronia | 55,26 | 15,00 | 12,89 | 10,79 | 2,89 | 1,58 | 1,58 | 387      |
| Alvito               | 53,69 | 18,05 | 11,46 | 10,90 | 2,61 | 1,70 | 1,59 | 896      |

### Barrancos
| Candidato               | Candidato               | Votos | %               |
| ----------------------- | ----------------------- | ----- | --------------- |
|                         | Marcelo Rebelo de Sousa | 274   | 58,30 / 100,00  |
|                         | André Ventura           | 82    | 17,45 / 100,00  |
|                         | Ana Gomes               | 43    | 9,15 / 100,00   |
|                         | João Ferreira           | 40    | 8,51 / 100,00   |
|                         | Marisa Matias           | 15    | 3,19 / 100,00   |
|                         | Vitorino Silva          | 12    | 2,55 / 100,00   |
|                         | Tiago Mayan Gonçalves   | 4     | 0,85 / 100,00   |
| Votos Inválidos         | Votos Inválidos         | 18    | 3,69 / 100,00   |
| Total                   | Total                   | 488   | 100,00 / 100,00 |
| Eleitorado/Participação | Eleitorado/Participação | 1 310 | 37,25 / 100,00  |

| Freguesia | %     | %     | %    | %    | %    | %    | %    | Votantes |
| Freguesia | MRS   | AV    | AG   | JF   | MM   | VS   | TMG  | Votantes |
| --------- | ----- | ----- | ---- | ---- | ---- | ---- | ---- | -------- |
| Freguesia |       |       |      |      |      |      |      | Votantes |
| Barrancos | 58,30 | 17,45 | 9,15 | 8,51 | 3,19 | 2,55 | 0,85 | 488      |
| Barrancos | 58,30 | 17,45 | 9,15 | 8,51 | 3,19 | 2,55 | 0,85 | 488      |

### Beja
| Candidato               | Candidato               | Votos  | %               |
| ----------------------- | ----------------------- | ------ | --------------- |
|                         | Marcelo Rebelo de Sousa | 6 571  | 49,73 / 100,00  |
|                         | André Ventura           | 2 256  | 17,07 / 100,00  |
|                         | João Ferreira           | 1 908  | 14,44 / 100,00  |
|                         | Ana Gomes               | 1 565  | 11,84 / 100,00  |
|                         | Marisa Matias           | 477    | 3,61 / 100,00   |
|                         | Tiago Mayan Gonçalves   | 240    | 1,82 / 100,00   |
|                         | Vitorino Silva          | 196    | 1,48 / 100,00   |
| Votos Inválidos         | Votos Inválidos         | 239    | 1,89 / 100,00   |
| Total                   | Total                   | 13 452 | 100,00 / 100,00 |
| Eleitorado/Participação | Eleitorado/Participação | 28 873 | 46,59 / 100,00  |

| Freguesia                                | %     | %     | %     | %     | %    | %    | %    | Votantes |
| Freguesia                                | MRS   | AV    | JF    | AG    | MM   | TMG  | VS   | Votantes |
| ---------------------------------------- | ----- | ----- | ----- | ----- | ---- | ---- | ---- | -------- |
| Freguesia                                |       |       |       |       |      |      |      | Votantes |
| Albernoa e Trindade                      | 54,46 | 11,15 | 18,79 | 9,55  | 2,55 | 0,96 | 2,55 | 318      |
| Baleizão                                 | 37,01 | 12,15 | 34,18 | 6,50  | 7,63 | 1,41 | 1,13 | 356      |
| Beja (Salvador e Santa Maria da Feira)   | 47,86 | 18,05 | 12,31 | 13,91 | 4,27 | 2,30 | 1,29 | 4 045    |
| Beja (Santiago Maior e São João Batista) | 50,74 | 18,48 | 11,68 | 12,08 | 3,36 | 2,09 | 1,56 | 5 682    |
| Beringel                                 | 55,56 | 13,13 | 18,79 | 6,67  | 3,03 | 1,41 | 1,41 | 505      |
| Cabeça Gorda                             | 50,36 | 12,17 | 21,41 | 11,19 | 2,43 | 0,24 | 2,19 | 416      |
| Nossa Senhora das Neves                  | 51,49 | 16,87 | 18,63 | 7,91  | 3,16 | 0,88 | 1,05 | 580      |
| Salvada e Quintos                        | 50,88 | 11,40 | 23,68 | 10,53 | 1,75 | 0,22 | 1,54 | 461      |
| Santa Clara de Louredo                   | 51,52 | 9,09  | 29,97 | 5,72  | 2,02 | 0,67 | 1,01 | 305      |
| Santa Vitória e Mombeja                  | 44,48 | 15,52 | 20,90 | 11,64 | 4,18 | 0,30 | 2,99 | 338      |
| São Matias                               | 56,02 | 19,91 | 4,63  | 14,81 | 1,85 | 0,93 | 1,85 | 217      |
| Trigaches e São Brissos                  | 49,55 | 20,72 | 10,81 | 12,16 | 4,50 | 2,25 | 0    | 229      |
| Beja                                     | 49,73 | 17,07 | 14,44 | 11,84 | 3,61 | 1,82 | 1,48 | 13 452   |

### Castro Verde
| Candidato               | Candidato               | Votos | %               |
| ----------------------- | ----------------------- | ----- | --------------- |
|                         | Marcelo Rebelo de Sousa | 1 406 | 52,33 / 100,00  |
|                         | João Ferreira           | 469   | 17,45 / 100,00  |
|                         | Ana Gomes               | 312   | 11,61 / 100,00  |
|                         | André Ventura           | 294   | 10,94 / 100,00  |
|                         | Marisa Matias           | 130   | 4,74 / 100,00   |
|                         | Vitorino Silva          | 47    | 1,75 / 100,00   |
|                         | Tiago Mayan Gonçalves   | 29    | 1,08 / 100,00   |
| Votos Inválidos         | Votos Inválidos         | 39    | 1,46 / 100,00   |
| Total                   | Total                   | 2 727 | 100,00 / 100,00 |
| Eleitorado/Participação | Eleitorado/Participação | 6 082 | 44,84 / 100,00  |

| Freguesia                | %     | %     | %     | %     | %    | %    | %    | Votantes |
| Freguesia                | MRS   | JF    | AG    | AV    | MM   | VS   | TMG  | Votantes |
| ------------------------ | ----- | ----- | ----- | ----- | ---- | ---- | ---- | -------- |
| Freguesia                |       |       |       |       |      |      |      | Votantes |
| Castro Verde e Casével   | 51,15 | 16,62 | 12,87 | 11,28 | 5,24 | 1,55 | 1,30 | 2 037    |
| Entradas                 | 51,42 | 22,27 | 10,53 | 11,74 | 1,62 | 2,02 | 0,40 | 248      |
| Santa Bárbara de Padrões | 58,31 | 17,26 | 7,49  | 8,47  | 5,54 | 2,61 | 0,33 | 312      |
| São Marcos da Ataboeira  | 58,14 | 21,71 | 3,88  | 10,08 | 3,10 | 2,33 | 0,78 | 130      |
| Castro Verde             | 52,33 | 17,45 | 11,61 | 10,94 | 4,84 | 1,75 | 1,08 | 2 727    |

### Cuba
| Candidato               | Candidato               | Votos | %               |
| ----------------------- | ----------------------- | ----- | --------------- |
|                         | Marcelo Rebelo de Sousa | 720   | 47,12 / 100,00  |
|                         | João Ferreira           | 352   | 23,04 / 100,00  |
|                         | André Ventura           | 223   | 14,59 / 100,00  |
|                         | Ana Gomes               | 157   | 10,27 / 100,00  |
|                         | Marisa Matias           | 39    | 2,55 / 100,00   |
|                         | Vitorino Silva          | 20    | 1,31 / 100,00   |
|                         | Tiago Mayan Gonçalves   | 17    | 1,11 / 100,00   |
| Votos Inválidos         | Votos Inválidos         | 27    | 1,73 / 100,00   |
| Total                   | Total                   | 1 555 | 100,00 / 100,00 |
| Eleitorado/Participação | Eleitorado/Participação | 3 696 | 42,07 / 100,00  |

| Freguesia        | %     | %     | %     | %     | %    | %    | %    | Votantes |
| Freguesia        | MRS   | JF    | AV    | AG    | MM   | VS   | TMG  | Votantes |
| ---------------- | ----- | ----- | ----- | ----- | ---- | ---- | ---- | -------- |
| Freguesia        |       |       |       |       |      |      |      | Votantes |
| Cuba             | 43,48 | 23,25 | 16,15 | 11,96 | 2,53 | 1,26 | 1,36 | 1 043    |
| Faro do Alentejo | 43,59 | 28,85 | 18,59 | 6,41  | 2,56 | 0    | 0    | 160      |
| Vila Alva        | 63,22 | 18,97 | 4,02  | 7,47  | 2,30 | 2,87 | 1,15 | 178      |
| Vila Ruiva       | 55,88 | 20,59 | 12,35 | 6,47  | 2,94 | 1,18 | 0,59 | 174      |
| Cuba             | 47,12 | 23,04 | 14,59 | 10,27 | 2,55 | 1,31 | 1,11 | 1 555    |

### Ferreira do Alentejo
| Candidato               | Candidato               | Votos | %               |
| ----------------------- | ----------------------- | ----- | --------------- |
|                         | Marcelo Rebelo de Sousa | 1 633 | 58,55 / 100,00  |
|                         | André Ventura           | 369   | 13,23 / 100,00  |
|                         | João Ferreira           | 363   | 13,02 / 100,00  |
|                         | Ana Gomes               | 245   | 8,78 / 100,00   |
|                         | Marisa Matias           | 98    | 3,51 / 100,00   |
|                         | Vitorino Silva          | 48    | 1,72 / 100,00   |
|                         | Tiago Mayan Gonçalves   | 33    | 1,18 / 100,00   |
| Votos Inválidos         | Votos Inválidos         | 51    | 1,80 / 100,00   |
| Total                   | Total                   | 2 840 | 100,00 / 100,00 |
| Eleitorado/Participação | Eleitorado/Participação | 6 461 | 43,93 / 100,00  |

| Freguesia               | %     | %     | %     | %     | %    | %    | %    | Votantes |
| Freguesia               | ASN   | AV    | JF    | AG    | MM   | VS   | TMG  | Votantes |
| ----------------------- | ----- | ----- | ----- | ----- | ---- | ---- | ---- | -------- |
| Freguesia               |       |       |       |       |      |      |      | Votantes |
| Alfundão e Peroguarda   | 62,41 | 16,08 | 7,09  | 6,86  | 5,91 | 0,95 | 0,71 | 437      |
| Ferreira do Alentejo    | 55,24 | 13,69 | 14,35 | 10,30 | 2,91 | 1,88 | 1,64 | 1 682    |
| Figueira dos Cavaleiros | 61,35 | 11,26 | 14,45 | 5,82  | 4,50 | 2,06 | 0,56 | 536      |
| Odivelas                | 71,43 | 8,24  | 10,44 | 8,24  | 0,55 | 1,10 | 0    | 185      |
| Ferreira do Alentejo    | 58,55 | 13,23 | 13,02 | 8,78  | 3,51 | 1,72 | 1,18 | 2 840    |

### Mértola
| Candidato               | Candidato               | Votos | %               |
| ----------------------- | ----------------------- | ----- | --------------- |
|                         | Marcelo Rebelo de Sousa | 1 194 | 51,51 / 100,00  |
|                         | João Ferreira           | 505   | 21,79 / 100,00  |
|                         | André Ventura           | 250   | 10,79 / 100,00  |
|                         | Ana Gomes               | 234   | 10,09 / 100,00  |
|                         | Marisa Matias           | 77    | 3,32 / 100,00   |
|                         | Vitorino Silva          | 41    | 1,77 / 100,00   |
|                         | Tiago Mayan Gonçalves   | 17    | 0,73 / 100,00   |
| Votos Inválidos         | Votos Inválidos         | 58    | 2,44 / 100,00   |
| Total                   | Total                   | 2 376 | 100,00 / 100,00 |
| Eleitorado/Participação | Eleitorado/Participação | 5 879 | 40,42 / 100,00  |

| Freguesia                 | %     | %     | %     | %     | %    | %    | %    | Votantes |
| Freguesia                 | MRS   | JF    | AV    | AG    | MM   | VS   | TMG  | Votantes |
| ------------------------- | ----- | ----- | ----- | ----- | ---- | ---- | ---- | -------- |
| Freguesia                 |       |       |       |       |      |      |      | Votantes |
| Alcaria Ruiva             | 54,74 | 24,14 | 9,91  | 9,48  | 0,86 | 0    | 0,86 | 237      |
| Corte do Pinto            | 46,01 | 19,20 | 14,86 | 11,96 | 5,80 | 2,17 | 0    | 282      |
| Espírito Santo            | 52,69 | 20,43 | 12,90 | 8,60  | 1,08 | 4,30 | 0    | 95       |
| Mértola                   | 50,86 | 21,11 | 10,46 | 10,75 | 3,74 | 2,40 | 0,67 | 1 068    |
| São Miguel do Pinheiro    | 62,41 | 21,72 | 4,48  | 6,90  | 2,41 | 0,34 | 1,72 | 294      |
| Santana de Cambas         | 53,16 | 18,99 | 11,39 | 10,55 | 3,38 | 1,27 | 1,27 | 244      |
| São João dos Caldeireiros | 36,49 | 33,11 | 16,89 | 9,46  | 2,70 | 1,35 | 0    | 156      |
| Mértola                   | 51,51 | 21,79 | 10,79 | 10,09 | 3,32 | 1,77 | 0,73 | 2 376    |

### Moura
| Candidato               | Candidato               | Votos  | %               |
| ----------------------- | ----------------------- | ------ | --------------- |
|                         | Marcelo Rebelo de Sousa | 1 813  | 39,12 / 100,00  |
|                         | André Ventura           | 1 430  | 30,85 / 100,00  |
|                         | Ana Gomes               | 647    | 13,96 / 100,00  |
|                         | João Ferreira           | 561    | 12,10 / 100,00  |
|                         | Marisa Matias           | 107    | 2,31 / 100,00   |
|                         | Vitorino Silva          | 39     | 0,84 / 100,00   |
|                         | Tiago Mayan Gonçalves   | 38     | 0,82 / 100,00   |
| Votos Inválidos         | Votos Inválidos         | 79     | 1,67 / 100,00   |
| Total                   | Total                   | 4 714  | 100,00 / 100,00 |
| Eleitorado/Participação | Eleitorado/Participação | 12 084 | 39,01 / 100,00  |

| Freguesia                                         | %     | %     | %     | %     | %    | %    | %    | Votantes |
| Freguesia                                         | MRS   | AV    | AG    | JF    | MM   | VS   | TMG  | Votantes |
| ------------------------------------------------- | ----- | ----- | ----- | ----- | ---- | ---- | ---- | -------- |
| Freguesia                                         |       |       |       |       |      |      |      | Votantes |
| Amareleja                                         | 38,46 | 33,74 | 5,59  | 17,83 | 2,10 | 1,40 | 0,87 | 580      |
| Póvoa de São Miguel                               | 30,77 | 41,23 | 20,62 | 3,08  | 3,38 | 0,31 | 0,62 | 329      |
| Safara e Santo Aleixo da Restauração              | 38,22 | 33,61 | 12,19 | 12,69 | 2,14 | 0,82 | 0,33 | 619      |
| Santo Agostinho e São João Batista e Santo Amador | 41,46 | 28,09 | 14,58 | 11,66 | 2,46 | 0,82 | 0,93 | 2 852    |
| Sobral da Adiça                                   | 30,06 | 34,05 | 19,94 | 13,80 | 0,61 | 0,61 | 0,92 | 334      |
| Moura                                             | 39,12 | 30,85 | 13,96 | 12,10 | 2,31 | 0,84 | 0,82 | 4 714    |

### Odemira
| Candidato               | Candidato               | Votos  | %               |
| ----------------------- | ----------------------- | ------ | --------------- |
|                         | Marcelo Rebelo de Sousa | 5 372  | 60,75 / 100,00  |
|                         | André Ventura           | 984    | 11,13 / 100,00  |
|                         | Ana Gomes               | 821    | 9,28 / 100,00   |
|                         | João Ferreira           | 799    | 9,04 / 100,00   |
|                         | Marisa Matias           | 458    | 5,18 / 100,00   |
|                         | Vitorino Silva          | 264    | 2,99 / 100,00   |
|                         | Tiago Mayan Gonçalves   | 145    | 1,64 / 100,00   |
| Votos Inválidos         | Votos Inválidos         | 185    | 2,05 / 100,00   |
| Total                   | Total                   | 9 028  | 100,00 / 100,00 |
| Eleitorado/Participação | Eleitorado/Participação | 19 638 | 45,97 / 100,00  |

| Freguesia                  | %     | %     | %     | %     | %    | %    | %    | Votantes |
| Freguesia                  | MRS   | AV    | AG    | JF    | MM   | VS   | TMG  | Votantes |
| -------------------------- | ----- | ----- | ----- | ----- | ---- | ---- | ---- | -------- |
| Freguesia                  |       |       |       |       |      |      |      | Votantes |
| Boavista dos Pinheiros     | 62,30 | 10,36 | 9,71  | 9,87  | 3,56 | 3,40 | 0,81 | 628      |
| Colos                      | 56,16 | 14,90 | 7,16  | 11,17 | 6,59 | 2,87 | 1,15 | 360      |
| Longueira / Almograve      | 60,56 | 17,37 | 6,10  | 5,63  | 5,63 | 3,05 | 1,64 | 439      |
| Luzianes-Gare              | 51,82 | 5,45  | 5,45  | 30,00 | 1,82 | 5,45 | 0    | 112      |
| Relíquias                  | 62,55 | 4,36  | 11,64 | 12,36 | 5,82 | 2,91 | 0,36 | 278      |
| Saboia                     | 63,22 | 11,25 | 8,81  | 7,29  | 4,56 | 2,74 | 2,13 | 333      |
| Santa Clara-a-Velha        | 72,37 | 8,95  | 7,00  | 7,00  | 2,72 | 1,17 | 0,78 | 265      |
| São Luís                   | 62,91 | 8,66  | 7,36  | 10,97 | 6,06 | 2,45 | 1,59 | 700      |
| São Martinho das Amoreiras | 73,70 | 8,12  | 5,19  | 6,17  | 4,22 | 2,27 | 0,32 | 319      |
| São Salvador e Santa Maria | 59,08 | 8,73  | 11,26 | 12,13 | 4,97 | 2,44 | 1,40 | 1 164    |
| São Teotónio               | 61,64 | 9,59  | 10,44 | 7,18  | 6,24 | 3,07 | 1,84 | 2 173    |
| Vale de Santiago           | 57,49 | 11,50 | 4,55  | 18,72 | 3,48 | 3,48 | 0,80 | 385      |
| Vila Nova de Milfontes     | 57,03 | 15,48 | 9,83  | 6,52  | 5,00 | 3,48 | 2,66 | 1 872    |
| Odemira                    | 60,75 | 11,13 | 9,28  | 9,04  | 5,18 | 2,99 | 1,64 | 9 028    |

### Ourique
| Candidato               | Candidato               | Votos | %               |
| ----------------------- | ----------------------- | ----- | --------------- |
|                         | Marcelo Rebelo de Sousa | 910   | 58,33 / 100,00  |
|                         | André Ventura           | 251   | 16,09 / 100,00  |
|                         | Ana Gomes               | 170   | 10,90 / 100,00  |
|                         | João Ferreira           | 127   | 8,14 / 100,00   |
|                         | Marisa Matias           | 45    | 2,88 / 100,00   |
|                         | Vitorino Silva          | 34    | 2,18 / 100,00   |
|                         | Tiago Mayan Gonçalves   | 23    | 1,47 / 100,00   |
| Votos Inválidos         | Votos Inválidos         | 42    | 2,62 / 100,00   |
| Total                   | Total                   | 1 602 | 100,00 / 100,00 |
| Eleitorado/Participação | Eleitorado/Participação | 4 237 | 37,81 / 100,00  |

| Freguesia            | %     | %     | %     | %     | %    | %    | %    | Votantes |
| Freguesia            | MRS   | AV    | AG    | JF    | MM   | VS   | TMG  | Votantes |
| -------------------- | ----- | ----- | ----- | ----- | ---- | ---- | ---- | -------- |
| Freguesia            |       |       |       |       |      |      |      | Votantes |
| Garvão e Santa Luzia | 63,10 | 9,13  | 11,51 | 12,30 | 1,98 | 1,59 | 0,40 | 259      |
| Ourique              | 53,12 | 19,39 | 12,60 | 6,90  | 3,61 | 2,19 | 2,19 | 933      |
| Panoias e Conceição  | 63,93 | 11,42 | 8,68  | 13,24 | 1,37 | 0,91 | 0,46 | 227      |
| Santana da Serra     | 71,59 | 14,77 | 3,98  | 2,27  | 2,27 | 4,55 | 0,57 | 183      |
| Ourique              | 58,33 | 16,09 | 10,90 | 8,14  | 2,88 | 2,18 | 1,47 | 1 602    |

### Serpa
| Candidato               | Candidato               | Votos  | %               |
| ----------------------- | ----------------------- | ------ | --------------- |
|                         | Marcelo Rebelo de Sousa | 2 392  | 41,97 / 100,00  |
|                         | João Ferreira           | 1 375  | 24,13 / 100,00  |
|                         | André Ventura           | 1 095  | 19,21 / 100,00  |
|                         | Ana Gomes               | 535    | 9,39 / 100,00   |
|                         | Marisa Matias           | 165    | 2,90 / 100,00   |
|                         | Vitorino Silva          | 75     | 1,32 / 100,00   |
|                         | Tiago Mayan Gonçalves   | 62     | 1,09 / 100,00   |
| Votos Inválidos         | Votos Inválidos         | 96     | 1,65 / 100,00   |
| Total                   | Total                   | 5 795  | 100,00 / 100,00 |
| Eleitorado/Participação | Eleitorado/Participação | 12 592 | 46,02 / 100,00  |

| Freguesia                              | %     | %     | %     | %     | %    | %    | %    | Votantes |
| Freguesia                              | MRS   | JF    | AV    | AG    | MM   | VS   | TMG  | Votantes |
| -------------------------------------- | ----- | ----- | ----- | ----- | ---- | ---- | ---- | -------- |
| Freguesia                              |       |       |       |       |      |      |      | Votantes |
| Brinches                               | 40,00 | 23,24 | 22,35 | 8,82  | 2,65 | 2,06 | 0,88 | 347      |
| Pias                                   | 31,02 | 41,61 | 14,42 | 8,76  | 2,55 | 0,82 | 0,82 | 1 107    |
| Serpa (Salvador e Santa Maria)         | 49,43 | 12,83 | 21,72 | 9,90  | 3,10 | 1,57 | 1,44 | 2 399    |
| Vila Nova de São Bento e Vale de Vargo | 35,88 | 30,28 | 20,01 | 8,66  | 3,35 | 1,09 | 0,73 | 1 396    |
| Vila Verde de Ficalho                  | 48,51 | 22,76 | 13,99 | 10,63 | 1,68 | 1,31 | 1,12 | 546      |
| Serpa                                  | 41,97 | 24,13 | 19,21 | 9,39  | 2,90 | 1,32 | 1,09 | 5 795    |

### Vidigueira
| Candidato               | Candidato               | Votos | %               |
| ----------------------- | ----------------------- | ----- | --------------- |
|                         | Marcelo Rebelo de Sousa | 1 208 | 55,03 / 100,00  |
|                         | André Ventura           | 357   | 16,26 / 100,00  |
|                         | João Ferreira           | 295   | 13,44 / 100,00  |
|                         | Ana Gomes               | 194   | 8,84 / 100,00   |
|                         | Marisa Matias           | 61    | 2,78 / 100,00   |
|                         | Vitorino Silva          | 47    | 2,14 / 100,00   |
|                         | Tiago Mayan Gonçalves   | 33    | 1,50 / 100,00   |
| Votos Inválidos         | Votos Inválidos         | 24    | 1,09 / 100,00   |
| Total                   | Total                   | 2 219 | 100,00 / 100,00 |
| Eleitorado/Participação | Eleitorado/Participação | 4 691 | 47,30 / 100,00  |

| Freguesia      | %     | %     | %     | %     | %    | %    | %    | Votantes |
| Freguesia      | MRS   | AV    | JF    | AG    | MM   | VS   | TMG  | Votantes |
| -------------- | ----- | ----- | ----- | ----- | ---- | ---- | ---- | -------- |
| Freguesia      |       |       |       |       |      |      |      | Votantes |
| Pedrógão       | 50,41 | 13,15 | 24,38 | 4,93  | 2,19 | 3,01 | 1,92 | 367      |
| Selmes         | 58,80 | 11,61 | 13,48 | 6,37  | 5,24 | 2,25 | 2,25 | 271      |
| Vidigueira     | 54,36 | 19,19 | 10,37 | 10,11 | 2,68 | 2,07 | 1,21 | 1 171    |
| Vila de Frades | 58,62 | 13,79 | 12,32 | 10,34 | 1,97 | 1,48 | 1,48 | 410      |
| Vidigueira     | 55,03 | 16,26 | 13,44 | 8,84  | 2,78 | 2,14 | 1,50 | 2 219    |